# 戴復古
戴 復古（たい ふくこ、1167年（乾道3年）〜？）は、「狂夫は本と是れ農家の子」というふうに、台州黄巌県の農民であり、南宋時代の江湖派の代表的詩人である。字は式之（しきし）。郊外の石屏山に住んでいたことに因んで、号は石屏（せきへい）とした。台州黄巌県南塘（現在の浙江省台州市温嶺市）の人。幼時に死んだ父の戴敏（たいびん）は、処士で終わったが、東皋子（とうこうし）と号する農民詩人でもあった。戴復古は、成長してから詩に思いを残した父の遺言を聞かされ、父と同じく一生官職に就かず、職業詩人として各地の有力者に詩を献上して謝礼を貰い、生活した。

## 略歴
南宋の孝宗の時代に生まれた。最初、林憲について詩を学び、ついで同郷の徐似道（じょじどう）に就き、後には陸游に学んだ。
紹定5年（1232年）、邵武府学教授となるが、現在の四川省を除いて、浙江・福建・広西・湖南・江西・江蘇の各地を巡り、職業詩人として生業をたてた。理宗の淳祐元年（1241年）、故郷に帰ったときには、既に70歳を超えていた。非常に長命であり、80歳以上まで生きたことは確実で、晩年は故郷に落ち着いたうえで没したらしい。

## 親族
- 父：戴敏（たいびん）…（？〜1168？）、字は敏才。号は東皋子（とうこうし）。『小園』という詩を書いた[12]。

## 作品

### 詩風
戴復古の作品は、江湖派の流れを汲み、詩風は永嘉の四霊が提唱した晩唐の詩に学んだものであるが、政治批判を含む社会詩も多く作っている。
後に江西派の風格も混入し、「自ら嘲（あざけ）る」という詩には、

| 自ら嘲る       | 自ら嘲る                      | 自ら嘲る |
| 原文           | 書き下し文                    |          |
| -------------- | ----------------------------- | -------- |
| 賈島形模原自瘦 | 賈島の形模 原（も）と自ら痩せ |          |
| 杜陵言語不妨村 | 杜陵の言語 村なるを妨げず     |          |

とあり、賈島は江湖派の「二妙」の中の一「妙」であり、杜甫は江西派のいわゆる「一祖三宗」の中の一「祖」である。この詩の2句は、２つの流派の仲裁をしようという彼の企てが示されている。
戴復古の詩集は、『石屏詩集』（せきへいししゅう）といい、趙汝讜（ちょうじょとう）が130首を選んだのちに始まり、今は10巻。『石屏詩集』には、放浪の境涯をうたう詩が多い。他に、『続集』4巻。『石屏詩』がある。

### 著名な作品
| 市舶提挙管仲登飲于万貢堂有詩（市舶提挙管仲、万貢堂に登飲し、詩有り） | 市舶提挙管仲登飲于万貢堂有詩（市舶提挙管仲、万貢堂に登飲し、詩有り） | 市舶提挙管仲登飲于万貢堂有詩（市舶提挙管仲、万貢堂に登飲し、詩有り）   |
| 原文                                                                 | 書き下し文                                                           | 通釈                                                                   |
| -------------------------------------------------------------------- | -------------------------------------------------------------------- | ---------------------------------------------------------------------- |
| 七十老翁頭雪白                                                       | 七十の老翁 頭（かしら）雪白                                          | 雪のような白髪をいただく七十の老いぼれが                               |
| 落在江湖売詩冊                                                       | 江湖に落在して詩冊を売る                                             | 広い世間に放り落とされ、詩を売り歩く商人暮らし                         |
| 平生知己管夷吾                                                       | 平生の知己（ちき） 管夷吾                                            | 旧交の深い管夷吾さんのおかげで                                         |
| 得為万貢堂前客                                                       | 万貢堂前の客と為るを得たり                                           | この万貢堂の門前に身を寄せることができた                               |
| 嘲吟有罪遭天厄                                                       | 嘲吟 罪有りて 天厄に遭ひ                                             | 棘のありすぎる詩をうたったのがいけなかったのだ、天のお咎めを受け       |
| 謀帰未辦資身策                                                       | 帰るを謀るも 未だ身に資するの策を辦（ととの）へず                    | 帰郷を計画しようにも、先立つものの工面が難しい                         |
| 鶏林莫有買詩人                                                       | 鶏林 詩を買うの人有る莫きや                                          | ひょっとすると、私の詩を買ってくれる鶏林の商人がいるかもしれない       |
| 明日煩公問蕃舶                                                       | 明曰 公の蕃舶に問ふを煩はさん                                        | お手数ながら、明日になったら外国の貿易船に問い合わせてみては頂けないか |

| 淮村兵後（淮村の兵後） | 淮村兵後（淮村の兵後）                 | 淮村兵後（淮村の兵後）                                                 |
| 原文                   | 書き下し文                             | 通釈                                                                   |
| ---------------------- | -------------------------------------- | ---------------------------------------------------------------------- |
| 小桃無主自開花         | 小桃 主無くして 自（ひと）り花を開き   | 小さな桃の木は、家の主人はいなくても、独り花をつけ、あてどもなく広がる |
| 煙草茫茫晩鴉を帯       | 煙草 茫茫として 晩鴉（ばんあ）を帯ぶ   | 煙のような草原に、ねぐらへ帰るカラスの影                               |
| 幾処敗垣囲故井         | 幾処の敗垣（はいえん）の故井を囲めるは | 崩れた土塀の中の古井戸が、幾つとなく見えるのだが                       |
| 向来一一是人家         | 向村 一一 是れ人家なりき               | あれは、ひとつひとつ元は皆、人の住まいだったと思う                     |

## 評価

### 肯定的な評価
- 13世紀初、寧宗の慶元年間以来、職業詩人は高官に取り入って巨額の金品を貪る者が多かったが、方回（ほうかい）は、「高きところは頗る清健」[18][注 7]と評価した[19]。
- 姚鏞（ようよう）は、「その大、高適に似たり」[20][注 8]と評価した[10]。
- 真徳秀は、「孟浩然に減ぜず」と評価した[10]。
- 趙與虤（ちょうよがん）の『娯書堂詩話』では、新味があってとてもいいと褒めちぎっている[21]。

### 否定的な評価
- 趙履常（ちょうりじょう）は、「一言以て之を蔽へば軽俗のみ」と評価した[10]。
- 羅大経（らだいけい）の『鶴林玉露』では、新味を出そうとして、かえって上すべりになっていると評価した[21]。
- 楊慎は、「百字も誦を成すなし」とけなしている[10]。